# Société Astra
Pour les articles homonymes, voir Astra.
Société Astra des constructions aéronautiques est une ancienne entreprise française de construction aéronautique. Elle est l'un des importants fabricants français de ballons, dirigeables et avions au début du XXe siècle.

## Histoire
La Société Astra des Constructions Aéronautiques est fondée en 1908 lorsque Henry Deutsch de la Meurthe rachète les ateliers d'Édouard Surcouf à Billancourt.

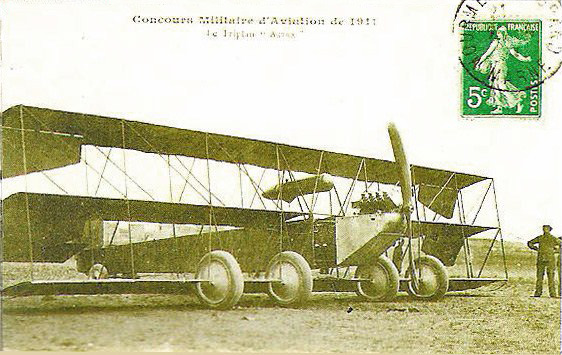
Triplan Astra participant au concours militaire de 1911.

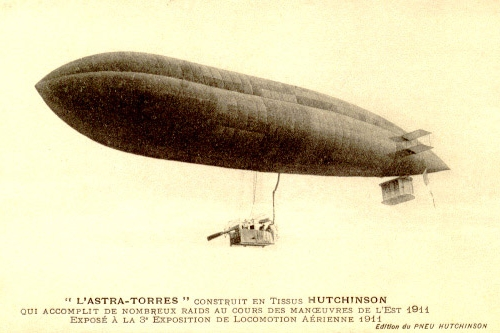
Dirigeable Astra-Torres en 1911.

Son produit le plus important est le dirigeable Astra-Torres, conçu par l'ingénieur espagnol Leonardo Torres Quevedo,, mais à partir de 1909, l'entreprise a également produit sous licence des concepts plus lourds que l'air  des frères Wright.
En 1912 sont conçus l'Astra C et Astra CM.
En 1921, la société fusionne avec Nieuport pour former la société Nieuport-Astra.